# Steve Shirley
Steve Shirley (anglès: Stephanie Shirley)  (Dortmund, 16 de setembre de 1933 - 9 d'agost de 2025), també coneguda com a Stephanie Shirley, és una empresària informàtica i filantropa britànica.
Steve Shirley va arribar al Regne Unit en 1939 com a part del programa Kinderstransport que va evacuar a uns deu mil nens jueus d'Alemanya i altres països sota el seu control. Era filla d'un matrimoni jueu que va haver de seguir a Alemanya; Shirley es reuniria amb els seus pares després de la guerra. A Gran Bretanya, va ser acollida per un matrimoni dels voltants de Birmingham. Encara que els seus pares d'acolliment eren anglicans, la van enviar a estudiar a un col·legi catòlic, on va destacar en matemàtiques.
Als divuit anys va aconseguir ocupació al centre de recerca del correu britànic en Dollis Hill, on treballaria durant vuit anys durant els quals va rebre formació en àlgebra i Estadística. A mitjan anys 50 va tenir un primer coneixement sobre ordinadors, la qual cosa li va portar a sol·licitar el seu trasllat cap a aquest vessant dins del centre en el qual treballava.Shirley acabaria deixant correus per diversos motius, entre ells el que li deneguessin un ascens per ser dona i que anava a casar-se amb un altre empleat, la qual cosa obligava en aquella època al fet que un dels dos deixés l'empresa.
Després de deixar correus, Shirley treballà en ICL durant un any i mig. Ella i el seu equip havien de provar l'ordinador ICT 1301. ICL es deia llavors English Electric ICT, i el treball es realitzava en una subsidiària a parts iguals amb General Electric Company anomenada Computer Developments Limited (CDL), amb seu en Kenton, en el nord de Londres. Dins d'aquesta empresa també veuria reduïda la seva capacitat d'ascendir per la seva condició de dona, la qual cosa li va portar a plantejar-se crear la seva pròpia empresa.
En 1962 va fundar l'empresa de programari F. I. Group PLC. En l'inici de la seva vida laboral, va prendre el costum d'usar Steve com el seu nom de pila, ja que normalment és un nom masculí i el món dels negocis estava en aquell moment dominat pels homes. Fins que en 1975 la llei britànica contra la discriminació sexual va prohibir aquest tipus de pràctica, Shirley només contractava dones.
Després de jubilar-se en 1993, es va dedicar a activitats filantròpiques a través de la Shirley Foundation. En 2014 s'estimava que havia donat 65 milions de lliures d'un total de 150 que havia acumulat després de vendre la seva empresa. Entre les causes que recolza destaca la recerca sobre l'autisme, ja que el seu fill mort Giles va sofrir aquesta malaltia.
Shirley va ser un dels membres fundadors de la British Computer Society, en 1957. Va ser nomenada Oficial de l'Ordre de l'Imperi Britànic (OBE) i ascendida a Dama Comendadora en 2000. De maig de 2009 a maig de 2010, va ser Ambaixadora del Regne Unit per a la Filantropia.
El 2013, va ser honorada per la BBC com una de les dones més influents de l'any.